# Шулая, Ражден Бондоевич
Ражден Бондоевич Шулая (род. 3 февраля 1977 года, Ленинград, РСФСР, СССР) — российский криминальный авторитет грузинского происхождения, «вор в законе» по прозвищу «Ражден Питерский». Создатель ОПГ, которая действовала на территории штатов Нью-Йорк, Нью-Джерси, Пенсильвания, Невада и Флорида. По версии прокуратуры южного округа Нью-Йорка, Ражден Шулая являлся создателем и боссом одной из самых крупных за последние десятилетия восточноевропейской организованной преступной группы на всем Восточном побережье США.

## Биография
Ражден Бондоевич Шулая родился 3 февраля 1977 года в Ленинграде в семье Бондо Шулая. Летом 1988 года, после принятия закона «О кооперации в СССР», разрешивший кооперативам заниматься любыми не запрещёнными законом видами деятельности, в том числе и торговлей, отец Шулая решил заняться предпринимательской деятельности и открыл кафе под названием «Хачапури», которое в скором времени стало пользоваться популярностью среди жителей города, а также выходцев из южных республик СССР. Через несколько месяцев после занятия предпринимательской деятельностью, отец Раждена — Бондо Шулая стал подвергаться рэкету и вымогательствам со стороны участников различных организованных преступных групп Ленинграда, вследствие чего несколько раз был избит, а его кафе было подвергнуто погрому. В 1989 году 12-летний Ражден был похищен участниками ОПГ, которые потребовали у Бондо крупный выкуп за мальчика, после чего Бондо Шулая обратился в милицию, которая в ходе расследования установила местонахождение преступников и похищенного Раждена.
В конечном Ражден был освобожден, а преступники, причастные к похищению, были арестованы. С целью обезопасить свою семью от подобных инцидентов, Бондо Шулая впоследствии стал сотрудничать с представителями организованных преступных группировок, созданными выходцами из Грузии, которые на протяжении последующих лет обеспечивали защиту его бизнеса за вознаграждение на постоянной основе. В детстве и юности Ражден Шулая большинством знакомых и друзей характеризовался крайне положительно. Он хорошо учился, не демонстрировал агрессивного поведения по отношению к окружающим и не привлекался к арестам и уголовной ответственности. После окончания школы Шулая поступил в Санкт-Петербургский государственный экономический университет: по одной из версий, он окончил его в 2000 году, по другой версии, вообще не получил высшего образования, отучившись несколько курсов и бросив учебное заведение (после этого он занялся предпринимательской деятельностью).
В студенческие годы Ражден стал много времени проводить в обществе представителей грузинской диаспоры Санкт-Петербурга, ряд из которых вели криминальный образ жизни. В начале 2000-х Ражден стал учредителем ряда компаний, после чего также начал вести криминальный образ жизни. Став учредителем такси-сервиса «НеваТранс», Шулая совместно с своими компаньонами начал заниматься «автоподставами» с целью дальнейшего вымогательства денег с водителей, после чего принял участие в криминальной войне между различными этническими группировками за передел сфер влияния в городе, в частности в борьбе за крышевание наркоточек в Санкт-Петербурге, в ходе которой — в 2005 году Шулая получил огнестрельное ранение. В этот период Шулая был арестован и впоследствии привлечён к уголовной ответственности по обвинению за разбойное нападение, сопряжённое с похищением человека, однако уголовного наказания в конечном итоге он избежал.
В середине 2000-х на Раждена Шулая обратили своё внимание грузинские воры в законе, в частности, Захарий Калашов, который считается одним из самых влиятельных воров в законе в криминальных кругах постсоветского пространства под прозвищем «Шакро Молодой». В конце 2000-х годов представители кутаисского клана во главе с вором в законе Тариэлом Ониани попытались потеснить позиции «тбилисского клана», которым руководил один из старейших в России воров в законе Аслан Усоян по кличке «Дед Хасан». После ареста и последующего осуждения Тариэла Ониани, представителя тбилисского клана удержали находившиеся в их сфере влияния коммерческие структуры Санкт-Петербурга, после чего по одной из версии Захарий Калашов наградил Раждена Шулая статусом «смотрящего» за Санкт-Петербургом, после чего Шулая подозревался в причастности к рейдерским захватам недвижимости на территории Санкт-Петербурга.
В 2009 году Шулая был замечен на публике в компании известного боксёра и будущего депутата Госдумы Николая Валуева. По одной из версии у них был общий бизнес. Появление Валуева в обществе Шулая вызвало общественный резонанс в СМИ. Менеджер Валуева Борис Димитров заявил, что все интересы боксёра посвящены спорту, и он не занимается никаким видом предпринимательской деятельности. Сам Валуев вынужденно признал факт знакомства с Ражденом Шулая, однако отрицал свою причастность к криминальной деятельности, заявив что Шулая является другом их семьи, так как его жена Галина в конце 1990-х училась с Ражденом на одном курсе в университете.
После смерти своего отца и развода со своей женой, Ражден принял решение покинуть Россию и в 2010 году переехал в Германию, несмотря на то, что его влияние в криминальном мире резко выросло, о чем свидетельствовало событие в 2010 году, когда Президент Грузии Михаил Саакашвили пожаловал Раждену грузинское гражданство. Оказавшись в Германии, Шулая наладил связи с представителями местных ОПГ, которые контролировали нелегальный бизнес. В этот период Шулая проявил интерес к девелопменту, пытаясь легализовать доходы от криминальной деятельности, несмотря на то, что по словам его бывшей жены и ряда других родственников, Шулая унаследовал от отца активы в виде нескольких объектов жилой и коммерческой недвижимости и мог безбедно жить в эмиграции не работая, благодаря солидному ежемесячному доходу от ренты этой собственности. Заслуги Раждена Шулая в криминальном мире были вскоре оценены, после чего по одной из версий, 17 мая 2013 года Шулая был коронован «вором в законе» на территории Кипра, по другим данным коронация происходила 5 июня 2013 на территории города Рим представителями клана Мераба Джангвеладзе («Мераб Сухумский»), Роином Углавой («Матевич»), Антимозом Кухилавой («Антимос»), Эдуардом Асатряном («Осетрина-старший»), Георгием Углавой («Тахи»), Темури Немсицверидзе («Црипа Кутаисский») и другими.
Летом того же года Ражден Шулая вместе с тринадцатью другими криминальными авторитетами был задержан в Литве в ходе широкомасштабной полицейской облавы, проводившейся на территории девяти стран Евросоюза. После нескольких недель содержания под стражей его вынуждены были отпустить за недостатком доказательств. Тем не менее, после этого за Ражденом и его сообщниками было установлено полицейское наблюдение, вследствие чего его доходы от криминальной деятельности резко сократились, и он принял решение переехать на постоянное место жительства в Нью-Йорк (США), где он появился в 2014 году и принялся за создание преступной группировки, в которую впоследствии вошли более 30 человек, большая часть из которых были лицами грузинского происхождения.
Первоначально банда Раждена Шулаи организовала нелегальные клубы для игры в покер в районе проживания выходцев из СССР на Брайтон-Бич, причем неплатежеспособные игроки, превращаясь в должников, попадали в зависимость от бандитов и тоже впоследствии вовлекались в преступную деятельность, однако в попытках расширить преступную деятельность, Шулая столкнулся с сопротивлением, которое ему оказали представители соперничающих преступных группировок. В одной из таких конфронтаций, сопровождаемый своими 20 приближенными, Шулая явился в бруклинскую бильярдную, где вступил в драку с несколькими членами преступной группировки, состоявшей из выходцев с Армении, которые были избиты, после чего криминальное влияние Раждена Шулаи в Нью-Йорке заметно возросло. За несколько последующих лет криминальная деятельность организованной преступной группы Шулаи распространилась на территории штатов Нью-Йорк, Нью-Джерси, Пенсильвания, Флорида и Невада. Шулая и члены его банды создали несколько криминальных схем заработка. Члены организованной преступной группы Раждена контролировали нелегальную уличную проституцию и подсылали к клиентам увеселительных заведений проституток с клофелином, которые их впоследствии обворовывали. Большая часть группировки Раждена, как было установлено следствием, обитала в районе Брайтон-Бич, занимаясь крышеванием бизнеса, который вели представители русскоязычной диаспоры. Помимо этого члены ОПГ Шулая промышляли мошенничеством с кредитными картами, торговлей наркотиками и оружием, подделкой документов и хищением грузов.
Летом 2016 года Шулая появился в Лас-Вегасе (штат Невада), после того, как члены его ОПГ установили местонахождение российского хакера, который создал ряд компьютерных программ с целью спрогнозировать действия игорных автоматов и получить выигрыш. Хакер был найден членами преступной группировки Раждена в одном из казино города, после чего под угрозой оружия, его отвели в номер отеля к Шулая, где вынудили сгрузить искомые программы и коды с помощью специально купленных роутеров. По версии следствия, новыми знаниями и программой Шулая вооружил членов своих банд, которые впоследствии стали проводить аферы с игровыми автоматами в нескольких казино. Спустя некоторое время Шулая появился в Лос-Анджелесе, где у него произошёл конфликт с другой организованной преступной группировкой. По версии следствия Шулая для разрешения конфликта планировал встретиться с вором в законе Арменом Казаряном, лидером ОПГ, состоящей из лиц армянского происхождения.

## Арест и суд
Ражден Шулая был арестован 7 июня 2018 года по одной из версий на территории штата Невада, по другим данным на территории собственного дома в одном из фешенебельных районов города Эджуотер (штат Нью-Джерси), расположенного на берегу реки Гудзон, откуда открывается вид на боро Манхэттен. Арест Шулая стал следствием многолетнего расследования, в котором принимали участие сотрудники Нью-Йоркской полиции, ФБР и Службы иммиграционного и таможенного контроля США. Представитель МВД России в Вашингтоне Валерий Этнюков в связи с этим заявил, что Шулая находится в розыске в России, а также по линии Интерпола по обвинению в похищении человека. Совместно с Шулая, были арестованы еще 32 члена его преступной группировки, среди которых был его правая рука Зураб Джанашвили, а также Автандил Хурцидзе, известный боксёр-профессионал, выступавший в средней весовой категории, бывший чемпион мира по версии IBO, который выполнял в банде Шулая роль его телохранителя и возглавлял боевое крыло группировки, ответственное за улаживание конфликтов с оппонентами, возврат задолженностей у должников Раждена Шулая с применением физического насилия и за вымогательство материальных средств у коммерсантов.
В ходе расследования, прокуратура южного округа Нью-Йорка получила многочисленные показания людей из его окружения, видеозаписи совершения преступлений, а также улики, собранные негласными осведомителями. Слежка за Ражденом Шулая началась после обращения в ФБР Александра Куценко, который работал менеджером в подпольном игорном доме, принадлежавшем Раждену Шулая, который преступник оборудовал в квартире над рестораном на территории района Брайтон-Бич. Куценко ранее привлекался к уголовной ответственности и провел в местах лишения свободы 15 лет. Шулая оборудовал игорный дом многочисленными камерами видеонаблюдения для того, чтобы Александр Куценко мог следить за игроками на экране своего телефона. Однако после того, как он стал свидетелем многочисленных случаев вымогательства по отношению к проигравшимся должникам с применением физического насилия, Куценко, будучи втянутым в организованную преступную группировку Шулаи и не имея возможности покинуть её ряды, с целью избежать уголовной ответственности и последующего тюремного заключения принял решение помочь правосудию. После того, как Куценко явился в ФБР, с помощью его телефона агенты ФБР в режиме реального времени получили возможность наблюдать за происходящим в подпольном казино — в том числе за тем, как Ражден и Хурцидзе избивают должников, самого Куценко, различных предпринимателей и членов других организованных преступных группировок, которые не желали признавать его статус вора в законе, применяя к ним различные методы шантажа и вымогательств.
В качестве улик, собранных негласными осведомителями фигурировали показания тайного осведомителя, внедренного ФБР в организованную преступную группу Раждена Шулая, который ранее подвергался аресту по обвинению в сговоре с целью заказного убийства с участием российской организованной преступности, за что был осужден и отсидел за это примерно 6 лет в тюремном заключении. Показания этого осведомителя подтверждались данными наружного наблюдения, стенограммами перехваченных телефонных разговоров и данными КПП, полученными после проезда осведомителя и членов ОПГ Шулая по платным мостам, тоннелям и дорогам. Так на основании показаний осведомителя, следствие установило что 11 декабря 2014 года Ражден Шулая и один из членов его ОПГ по имени Мамука Чаганава на территории боро Манхэттен обсуждали продажу краденых ювелирных изделий с осведомителем. 9 мая 2015 года на территории боро Бруклин Чанагава по указанию Шулая получил у тайного осведомителя четыре ящика краденых сигарет, за которые тогда уплатил 9 440 долларов. 9 августа того же года, Шулая и другой член его ОПГ Артур Винокуров по кличке «Рыжий» получили от тайного осведомителя 11 ящиков краденых сигарет. 18 августа 2015 года Шулая и Винокуров получили еще 10 ящиков сигарет, после чего заплатили осведомителю 12 тысяч долларов. 2 сентября 2015 года на территории Бруклина, член ОПГ Шулая по имени Михаил Торадзе забрал у осведомителя три ящика сигарет и передал ему 17 800 долларов, расплатившись сразу за несколько полученных партий. 17 сентября 2015 года Торадзе получил у тайного осведомителя 5 ящиков краденых сигарет и уплатил ему 5 тысяч долларов. 7 апреля 2016 года на территории Бруклина член ОПГ по имени Гамлет Углава и Ражден Шулая взяли у осведомителя десять ящиков сигарет. Таким образом с 11 декабря 2011 года по 7 апреля 2016 года тайный осведомитель, действуя по указаниям агентов ФБР, продал членам организованной преступной группы Раждена Шулая 43 ящика краденых сигарет, после чего Раждену Шулая было предъявлено обвинение в приобретении и сбыте имущества, заведомо добытого преступным путем.
25 января 2017 года Ражден Шулая и член его ОПГ, Леван Макашвили (перспективный боец и один из претендентов на чемпионский титул UFC в полулегком весе) вовлекли осведомителя в схему мошенничества, показав как члены ОПГ с помощью электронных устройств угадывают работу установленных в казино игровых автоматов определенной модели. 3 мая 2017 года Леван Макашвили и член ОПГ Раждена ШУлая по имени Евгений Мельман по указанию Шулая доставили осведомителю слот-машину и электронные устройства к ней, после чего осведомитель предоставил эти устройства агентам ФБР для изучения. После того как агенты ФБР ознакомились со схемой мошенничества, осведомитель действуя по указаниям агентов ФБР совместно с другими членами организованной преступной группы Раждена Шулая принимал участие в аферах с игровыми автоматами в казино на территории города Филадельфия (штат Пенсильвания). На основании показаний другого тайного осведомителя, внедренного в ОПГ Раждена Шулая, следствие смогло собрать доказательства и причастность членов ОПГ в краже и последующей продажи 4.5 тонн шоколада.
После ареста, большая часть членов организованной преступной группировки Раждена Шулая заключили с прокуратурой соглашение о признании вины и выразили желание сотрудничать со следствием в обмен на вынесение менее строгого уголовного наказания в отношении самих себя. Правая рука Раждена Шулая — Зураб Джанашвили, дал следователям полный расклад о криминальной деятельности Шулая и о его роли в транснациональном преступном сообществе, сформированном из бывших граждан СССР. Джанашвили заявил, что Шулая контролировал отчисления в «общак» в различных странах, где вели деятельность подконтрольные русской мафии небольшие организованные преступные группировки, а также поддерживал дипломатические отношения с криминальными авторитетами в Грузии и на территории Украины. На судебном процессе, который открылся в июне 2018 года, в качестве свидетелей обвинения выступили более 20 членов банды Шулая, в том числе Зураб Джанашвили и Александр Куценко, которые дали показания против него. Во время допроса и дачи показаний Джанашвили охарактеризовал бывшего босса как «самого влиятельного человека в русскоязычном мире Нью-Йорка». Джанашвили утверждал, что 22 февраля 2016 года Шулая встретился в своем подпольном казино с ним и с Автандилом Хурцидзе. В этот момент рядом с ними находился еще один член ОПГ Мамука Чаганава, которого Ражден избил в одной из комнат, где отсутствовали видеокамеры. По словам Джанашвили, Чаганава вышел оттуда с разбитым лицом, после чего Шулая показал им фотографии избитого Чаганавы, сделанные с помощью мобильного телефона, которые он впоследствии переслал другим членам ОПГ и ряду знакомых.
Помимо показаний свидетелей обвинения, ФБР представили неопровержимые доказательства в отношении Раждена Шулая и его подчиненных, доказав факты крупного мошенничества их группировкой, а также нескольких покушений на убийств. По данным правоохранительных органов США, два члена ОПГ согласились ограбить и убить некого бизнесмена, чтобы увезти с его склада несколько фур с контрабандными сигаретами на миллион долларов. Преступников задержали и арестовали сразу после получения задатка размером в несколько тысяч долларов . Сам Ражден Шулая не признал себя виновным ни по одному из пунктов обвинения и от сотрудничества со следствием отказался. Во время расследования Шулая отрицал факт обладания статуса вора в законе, так как на его теле не было обнаружено татуировок в виде восьмиконечных звезд и других внешних атрибутов, свидетельствующих о его статусе в криминальной субкультуре. Однако в ходе обыска его апартаментов среди его личных вещей и одежды была найдена рубашка с восьмиконечными звездами и чехол от мобильного телефона, на котором были нанесены подобные символы. Несмотря на то, что это были косвенные доказательства его криминального статуса, на судебных заседаниях были продемонстрированы аудиозаписи разговоров Шулая, сделанные в разное время и при различных обстоятельствах, где он именует себя «вором в законе», благодаря чему в конечном итоге он был отнесен к членам организованной преступности и его смогли признать виновным по «закону RICO», карающему организованную преступную деятельность и предоставляющему судам выносить осужденным более строгие уголовные наказания. В феврале 2018 года прокуратура южного округа Нью-ЙОрка предложила Раждену заключить соглашение о признании вины в обмен на уголовное наказание в виде 20 лет лишения свободы, но он отказался. В июле 2018 года Ражден Шулая был признан виновным по пяти пунктам обвинения а Автандил Хурцидзе был признан виновным в мошенничестве.
7 сентября 2018 года суд назначил Автандилу Хурцидзе уголовное наказание в виде 10 лет лишения свободы. Приговор Раждену Шулая должен был быть оглашен 21 сентября того же года, однако вскоре после вынесения приговора Хурцидзе, судья — 54-летняя Кэтрин Форрест ушла в отставку. Заменившая ее 69-летняя Лоретта Преска отложила дату вынесения приговора Шулая на неопределенный срок в связи с ознакомлением материалов уголовного дела. 3 декабря 2018 года федеральный манхэттенский прокурор Джеффри Берман и его помощники Эндрю Адамс и Эндрю Томас направили Лоретте Преска 25 страниц доводов о приговоре, на которых изложили суть уголовного дела Раждена Шулая, который, по мнению прокуратуры, заслуживал самого сурового уголовного наказания, предусмотренного законом.
21 декабря Манхэттенский федеральный суд приговорил Раждена Шулая к 45 годам лишения свободы. На оснований законоположений и процессуальных норм, Шулая может получить условно-досрочное освобождение по отбытии 30 лет тюремного заключения, однако согласно стратегии его судебного преследования, представители прокуратуры южного округа Нью-Йорка заявили, что после освобождения он будет депортирован в Россию, где будет привлечен к уголовной ответственности по обвинению в похищении человека. С целью получения менее сурового уголовного наказания, адвокат Шулая — Энтони Секутти незадолго до вынесения приговора съездил в Санкт-Петербург, где опросил его школьных учителей, его дочь, мать и друзей с целью продемонстрировать суду истории о его тяжелом детстве и юности, связанных с похищением в возрасте 12 лет и нападкам, которым подвергался его отец со стороны рэкетиров в конце 1980-х годов, что по мнению защиты Шулая привело в итоге к его психическим, эмоциональным и поведенческим проблемам. Однако суд посчитал что эти инциденты не являются смягчающими обстоятельствами совершения преступлений и причинно-следственная связь между криминальной деятельностью Раждена и этими инцидентами в суде доказана не была. После оглашения приговора, суд постановил изъять у Шулаи в доход государства более 2 миллионов долларов и выплатить компенсацию в сумме 550 000 долларов американскому инвалиду, которого обворовала Назо Гаприндашвили, единственная женщина в его ОПГ, которая работала у потерпевшего сиделкой. По версии следствия похищенные материальные средства Гаприндашвили передала Раждену Шулая.